# Abraham Tucker
Pour les articles homonymes, voir Tucker.
Abraham Tucker (1705-1774) est un moraliste anglais.

## Biographie
Né à Londres dans une riche famille de marchands originaire du Somerset, il perdit jeune ses parents et fut élevé par son oncle, Sir Isaac Tillard. En 1721, il entra au Collège Merton d'Oxford, et y étudia la philosophie, les mathématiques, le français, l'italien et la musique. 
En 1727, il acheta Betchworth Castle près de Dorking, où il passa le reste de sa vie. Il publia à partir de 1763 son œuvre principale, The Light of Nature Pursued, dont les derniers volumes seront posthumes. Cet ouvrage, qui fut bien accueilli, traite de métaphysique, de morale, de religion et de politique. Il y anticipe l'utilitarisme systématisé plus tard par William Paley : pour lui, la satisfaction et le plaisir sont de même nature, quoiqu'à des intensités différentes, et constituent le but des actions humaines. Cette motivation universelle est liée, par la volonté divine, au « bien général ».